# Округ Вали (Монтана)
Вали (енгл. Valley County) је округ у америчкој савезној држави Монтана.

## Демографија
По попису из 2010. године број становника је 7.369, што је 306 (-4,0%) становника мање него 2000. године.
| Група             | 2000.         | 2010.         |
| Белци             | 6.741 (87,8%) | 6.364 (86,4%) |
| Афроамериканци    | 10 (0,1%)     | 17 (0,2%)     |
| Азијати           | 19 (0,2%)     | 37 (0,5%)     |
| Хиспаноамериканци | 60 (0,8%)     | 91 (1,2%)     |
| Укупно            | 7.675         | 7.369         |